# Bohdan Masztaler
Bohdan Mieczysław Masztaler (Ostróda, 1949. szeptember 19. –) lengyel válogatott labdarúgó.
A lengyel válogatott tagjaként részt vett az 1978-as világbajnokságon.